# Pieter Johannes Hamer
Pieter Johannes Hamer (Alkmaar, 13 oktober 1812 - Baarn, 20 september 1887) was een toonaangevende architect tijdens de opkomst van de volkshuisvesting in Amsterdam (1850-1870). Zijn ontwerpen vormden de basis voor de oprichting van de allereerste woningbouwvereniging van Nederland, de Vereeniging ten behoeven der Arbeidersklasse te Amsterdam (VAK), die honderden betaalbare arbeiderswoningen bouwde. Hiermee heeft hij in belangrijke mate het uiterlijk van de filantropische woningbouw in de tweede helft van de 19e eeuw bepaald. 
Pieter was de zoon van Willem Hamer sr., die als stadsarchitect in Alkmaar werkzaam was (1773-1858). Op 23 februari 1840 trad Pieter in Egmond-Binnen in het huwelijk met Bernardina Cornelia Huijser van Reenen. Zij was de dochter van een plaatselijke predikant. Hun zoon, Willem Hamer jr. (1843-1913), volgde in de voetsporen van zijn grootvader en vader als architect.

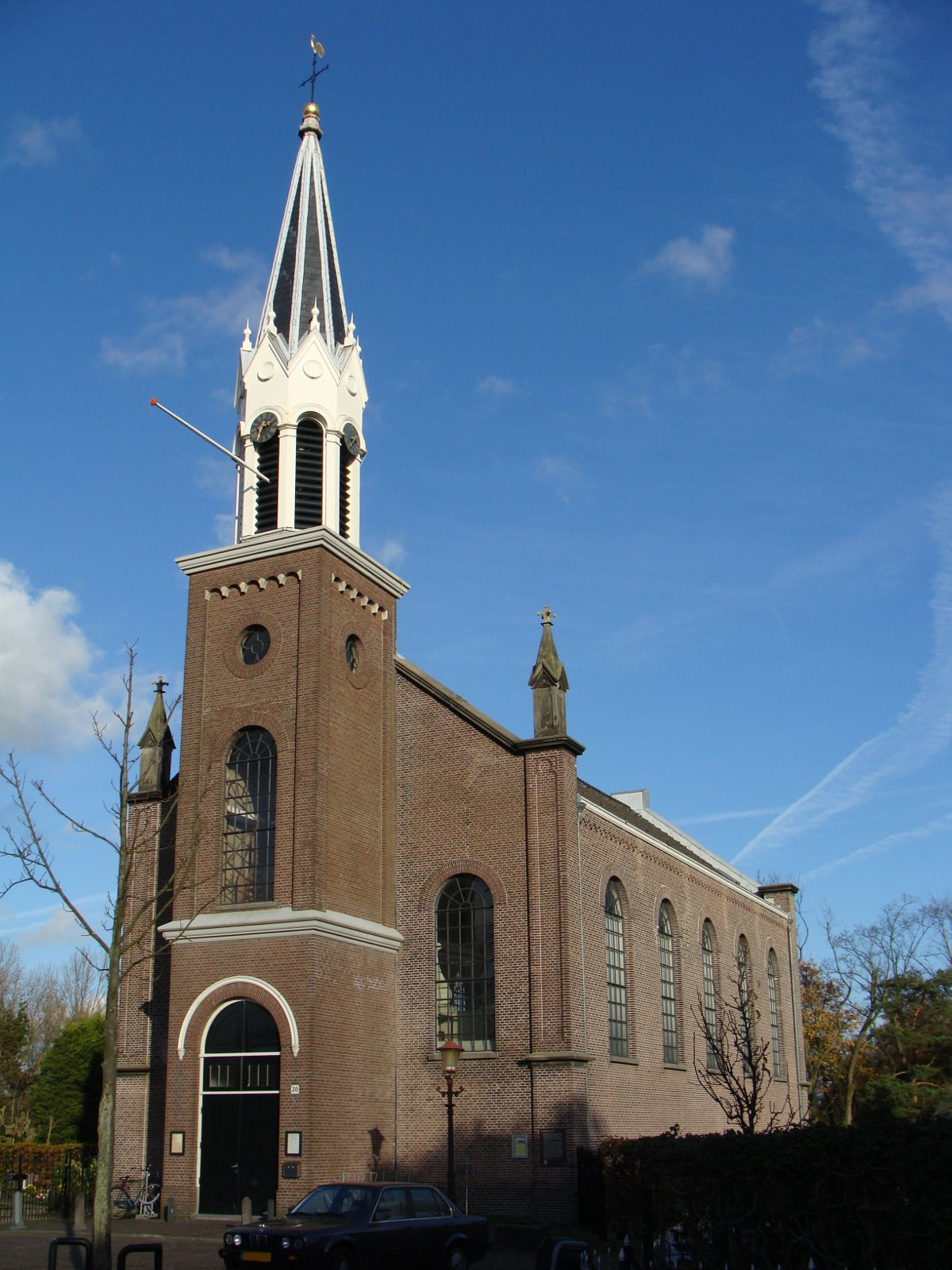
Sloterkerk in Sloten (1860), gebouwd door Pieter Hamer

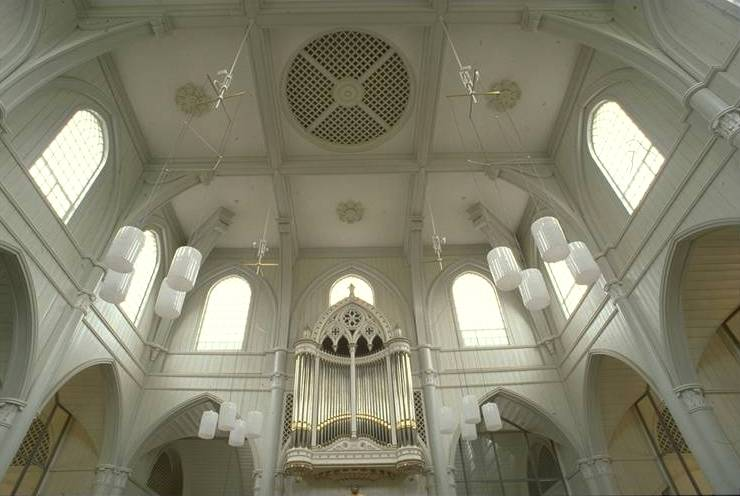
Hamer leidde de interne verbouwing van de Amstelkerk

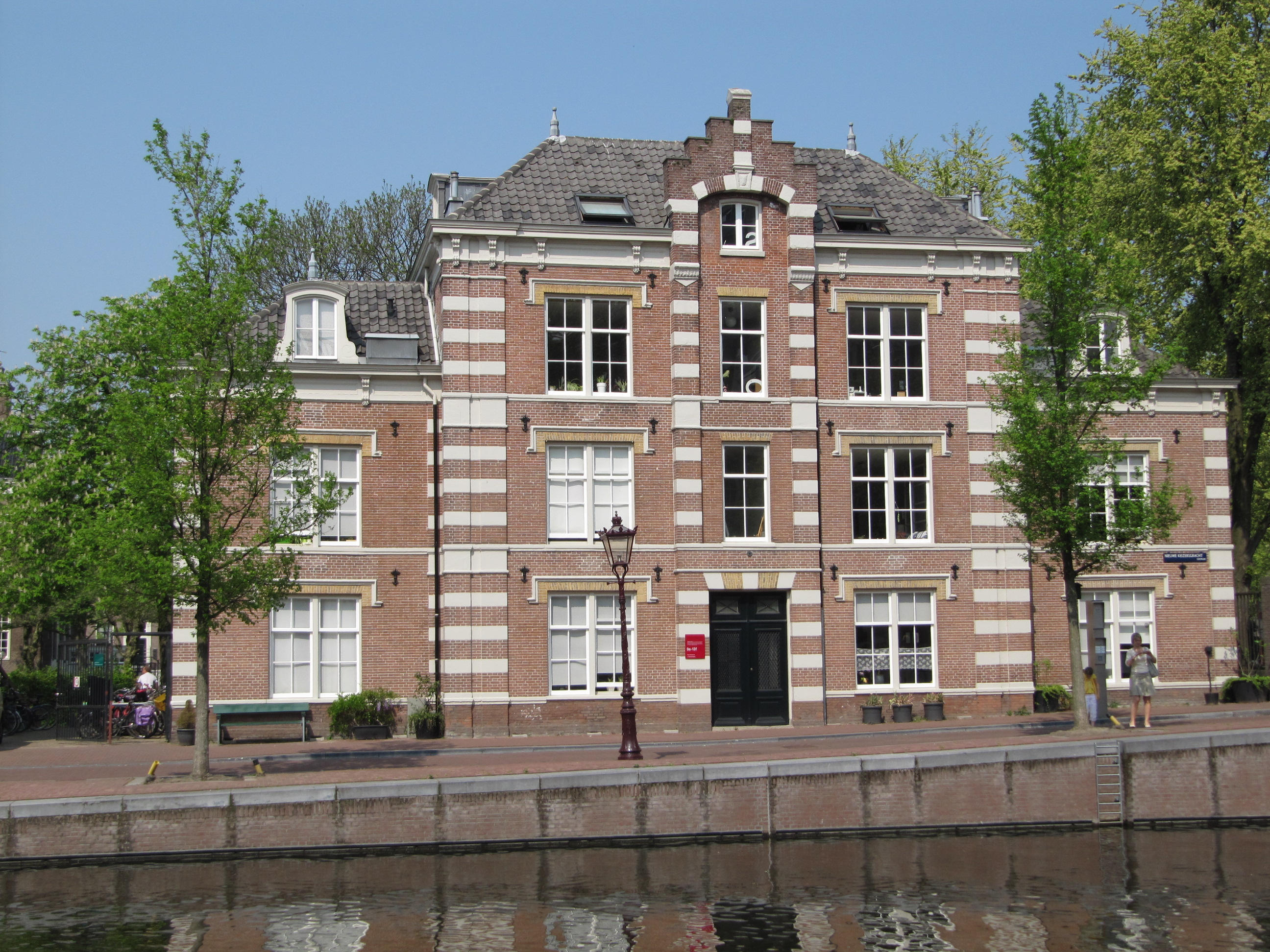
Ook dit pand met 12 eenkamerwoningen en een suppoostenwoning voor de Stichting Nederduits Hervormde Gemeente aan de Nieuwe Keizersgracht is van P.J. Hamer

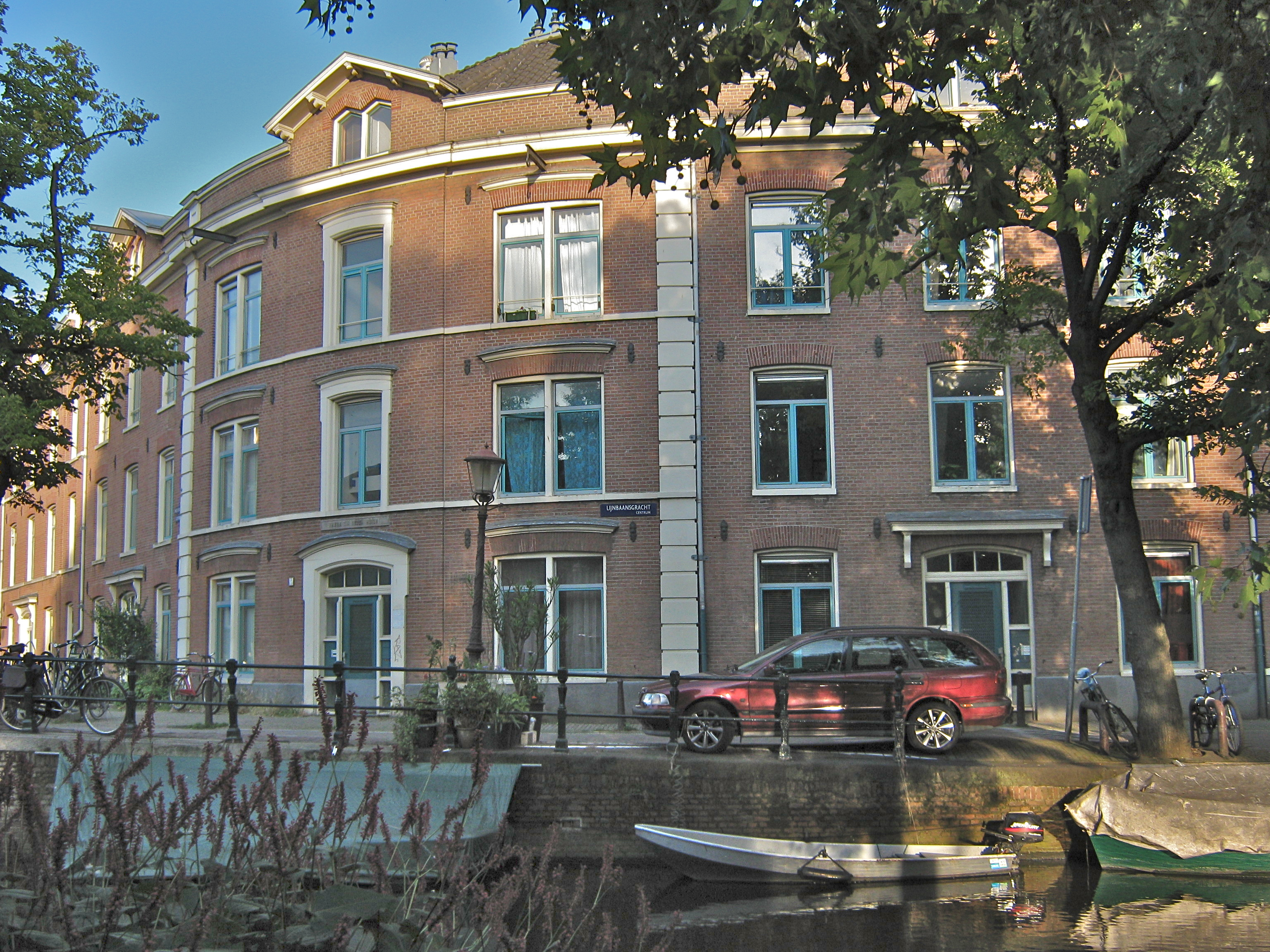
Hoek Lijnbaansgracht-Westerstraat van Pieter Hamer (1862)

## Opzichter Hervormde Gemeente
In 1839 werd Hamer aangesteld als opzichter van de gebouwen van de Hervormde Gemeente in Amsterdam, een functie die hij gedurende 40 jaar vervulde. Tijdens deze periode voerde hij enkele verbouwingen uit aan diakonie-scholen. Hamer was ook verantwoordelijk voor het ontwerp van een inmiddels afgebroken bijbouw van de Nieuwe Kerk aan de Dam. Onder zijn leiding werd ook de Amstelkerk intern verbouwd. In 1844 was hij verantwoordelijk voor de renovatie van de Oude Kerk.

## Sociale woningbouw en bouwkunst
In het midden van de negentiende eeuw was het bouwen van arbeiderswoningen een relatief onbekend terrein voor architecten. Aanvankelijk waren er weinig opdrachtgevers die geïnteresseerd waren in het bouwen van dergelijke woningen, omdat het niet als een rendabele investering werd beschouwd. Bovendien was er weinig prestige te behalen met het ontwerpen van panden die waarschijnlijk zo goedkoop mogelijk moesten worden gebouwd. Voor architecten was het een uitdaging om met een beperkt budget en strenge eisen toch iets esthetisch te creëren.
Initiële pleidooien voor de bouw van arbeiderswoningen kwamen voornamelijk uit het buitenland. De bekende Engelse architect Henry Roberts (1803-1876) pleitte voor de constructie van dergelijke woningen. Volgens Roberts was het een grote eer voor architecten om terug te keren van een studiereis in Rome met tekeningen van paleizen, maar het was nog eervoller om zich in te zetten voor het bestrijden van vochtproblemen die zoveel huizen ongezond maakten.

## Prijsvraag
In 1851 organiseerde de Maatschappij tot Bevordering der Bouwkunst in Nederland een prijsvraag om de interesse van architecten te wekken voor het vraagstuk van goede arbeiderswoningen. Op 15 juni 1853 werd Pieter Hamer gekozen als bestuurslid van deze maatschappij. Op dat moment maakte hij al deel uit van een commissie die belast was met het beoordelen van alle inzendingen voor de prijsvraag. Het is mogelijk dat zijn interesse voor dit onderwerp werd gewekt tijdens deze vergaderingen.
Hoewel de prijsvraag werd gewonnen door architect Jan Leliman (1828-1910), werd vooral Hamer intensief betrokken bij de volkshuisvesting. Hij werd de vaste architect van verschillende woningbouwverenigingen, waaronder de VAK en Bouwmaatschappij Concordia NV, waarvoor hij voornamelijk in de Jordaan buurt in Amsterdam bouwde. Met zijn ontwerp voor het eerste modelblok met arbeiderswoningen aan het Smalle Pad, zette hij de standaard voor alle latere ontwerpen van dit soort bouwwerken.

## Eenvoud en degelijkheid
Het bouwen van goede arbeiderswoningen die binnen het budget van arbeiders met lage lonen vielen, bleef gedurende de 19e eeuw een aanzienlijke uitdaging. Vereenvoudiging was essentieel. Hierin was Hamer een meester. Bij zijn overlijden in 1887 schreef De Opmerker: "Eenvoud en degelijkheid waren de grondtrekken van zijn karakter en ook in alles wat hij construeerde, tot in de minste onderdelen, reikte zijn zorg voor een goede uitvoering." 
Veel van de woningen die Hamer in de 19e eeuw bouwde, bestaan vandaag de dag nog steeds en hebben inmiddels de status van rijksmonument of gemeentelijk monument verworven. Ze dienen als vroege voorbeelden van filantropische woningbouw.